# Église Notre-Dame-de-la-Merci de Planès
Pour les articles homonymes, voir église Notre-Dame-de-la-Merci.
L’église Notre-Dame de la Merci (en catalan et parfois en français Santa Maria ou Mercè de Planès) de Planès, village situé près de Mont-Louis dans le département des Pyrénées-Orientales est un édifice religieux remarquable par son plan triangulaire.

## Histoire
La fondation de cet édifice est racontée par une légende commune à plusieurs églises dédiées à la Vierge Marie en Catalogne. Des paysans, intrigués par le fait qu'un taureau allait sans cesse gratter le sol à un endroit précis, auraient découvert à cet endroit une statue de la Vierge. Il fut décidé d'y bâtir une église.
Peu de choses sur l'histoire de cette église sont connues. Elle était appelée localement Mesquita, « mosquée » en catalan. Elle n'est mentionnée pour la première fois qu'en 1442. Auparavant, le lieu-dit de Planès est cité comme faisant partie de la paroisse de Saint-Pierre-dels-Forcats. Les Romantiques, au XIXe siècle, ont mis en relation cet édifice avec un fait relaté par une chronique de l'Anonyme de Cordoue, au VIIIe siècle, lorsque la Cerdagne était une possession musulmane. Lampégie, la fille du duc Eudes d'Aquitaine, fut donnée en mariage à Munuza, chef berbère. Il fut tué en 729 et sa femme envoyée dans un harem en Orient. Les Romantiques ont fait de l'église Notre-Dame de Planès le tombeau de Munuza, élevé par la fille du duc d'Aquitaine.
Si Viollet-le-Duc écrit au XIXe siècle que « le système de la bâtisse et la forme du plan ne nous permettent pas de la regarder comme antérieure au XIIIe siècle... », les spécialistes contemporains la datent du XIe siècle,.
L’église a été classée monument historique dès la première liste de 1840.

## Architecture
L'église, de dimensions restreintes, est bâtie sur un plan en triangle équilatéral. Chaque côté comporte une absidiole semi-circulaire, voûtée en cul-de-four. Une coupole de forme ovoïde recouvre la partie centrale de l'église, reposant sur les arcs en plein cintre des chapelles et sur des petites trompes à chacun des angles, qui surmontent des niches ménagées dans chacun des trois piliers la supportant. Les nombreuses irrégularités de la construction font que le plan géométrique « idéalisé » dressé par Viollet-le-Duc est erroné, bien que l'on retrouve un plan proche du cercle dans la forme ovoïde de la coupole, et une forme triangulaire dans la disposition des trois piliers de support,.
La coupole n'est pas visible extérieurement, cachée par une tour cylindrique coiffée d'un toit conique. Un clocher-mur à deux baies surmonte l'ensemble. On entre dans l'église par une porte située dans l'angle occidental, mais il semble qu'antérieurement une porte se trouvait dans l'absidiole ouest. L'église, bâtie en moellons assez grossiers et recouverte par un épais crépi, offre peu d'éléments de datation.
La disposition triangulaire peut être une référence à la Trinité, le cercle évoquant la Vierge. L’église est dédiée à la Vierge, Notre-Dame de la Merci. Une statue de la Vierge en bois polychrome du XIIe ou du XIIIe siècle, de facture proche de celles d’Odeillo et d’Err, aurait, selon la légende, été cachée à l’approche des envahisseurs sarrasins, puis retrouvée miraculeusement par un taureau.

## Images

Gravures de l'église par Viollet-le-Duc en 1856
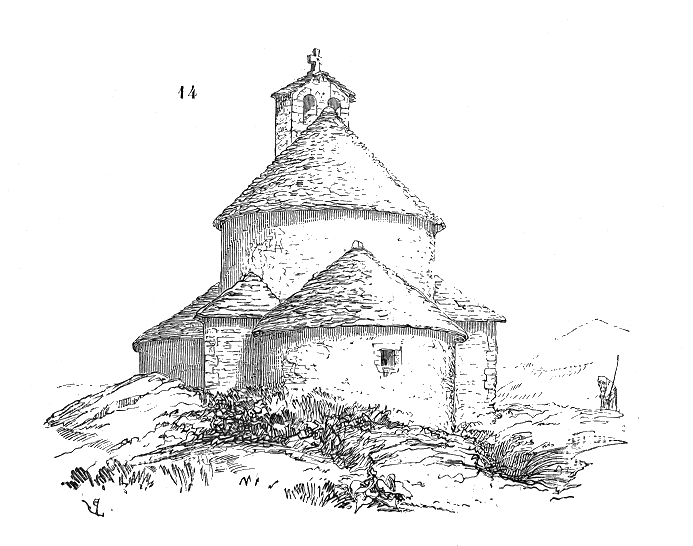
Vue générale
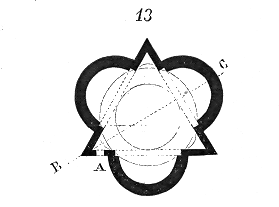
Plan « idéalisé »
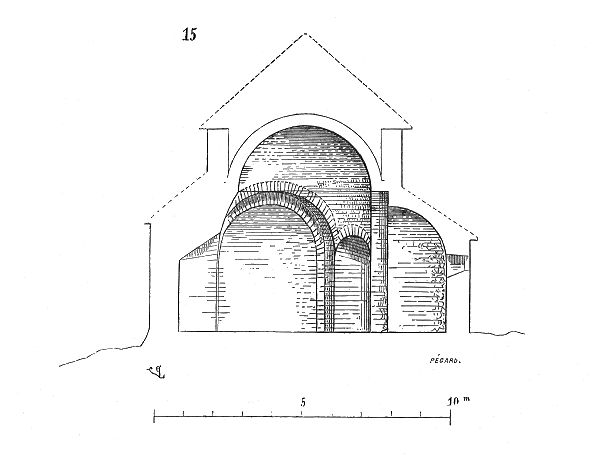
Coupe en élévation

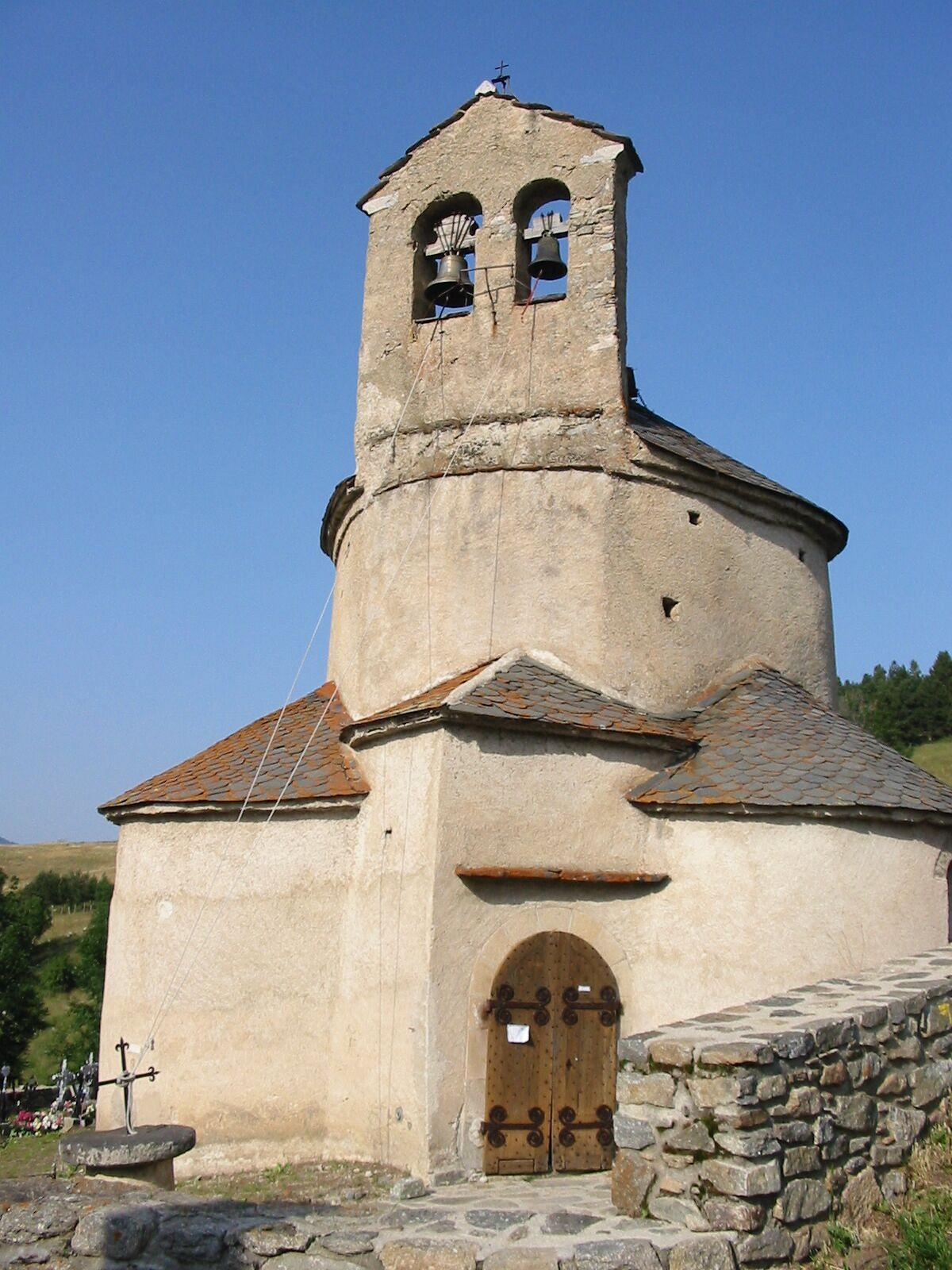
La façade et le clocher (vue de l'ouest)
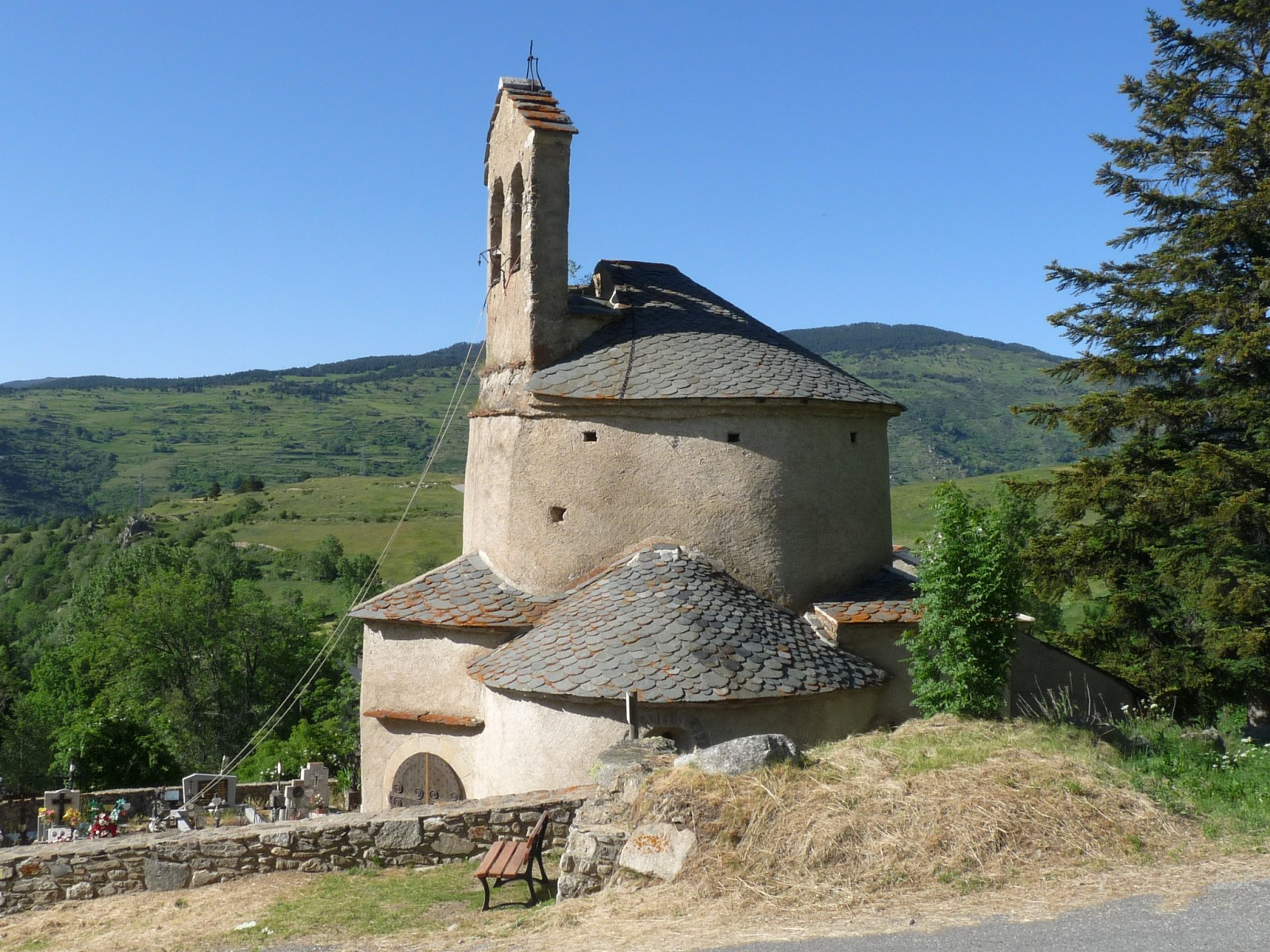
Vue latérale sud
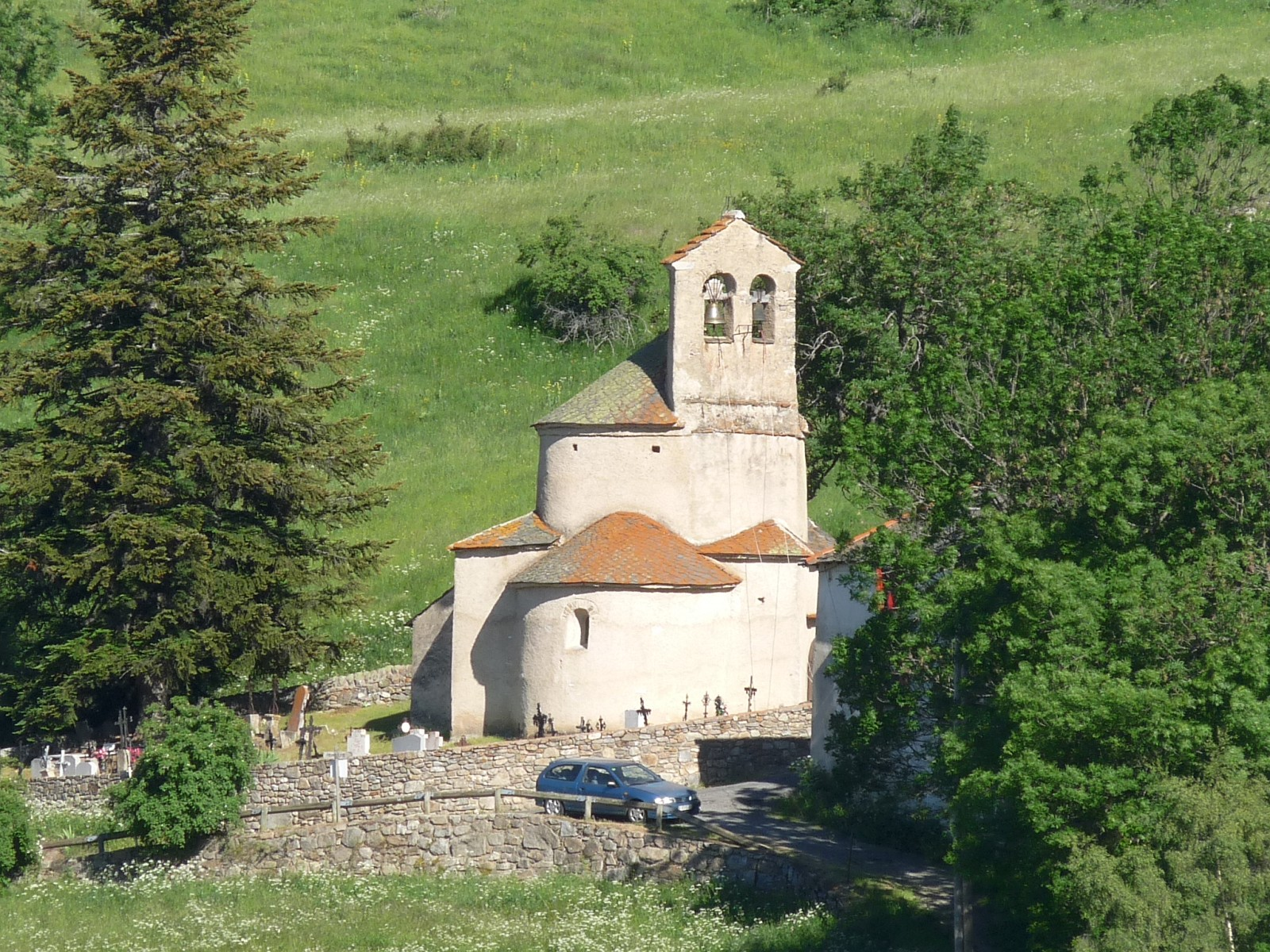
Vue du nord
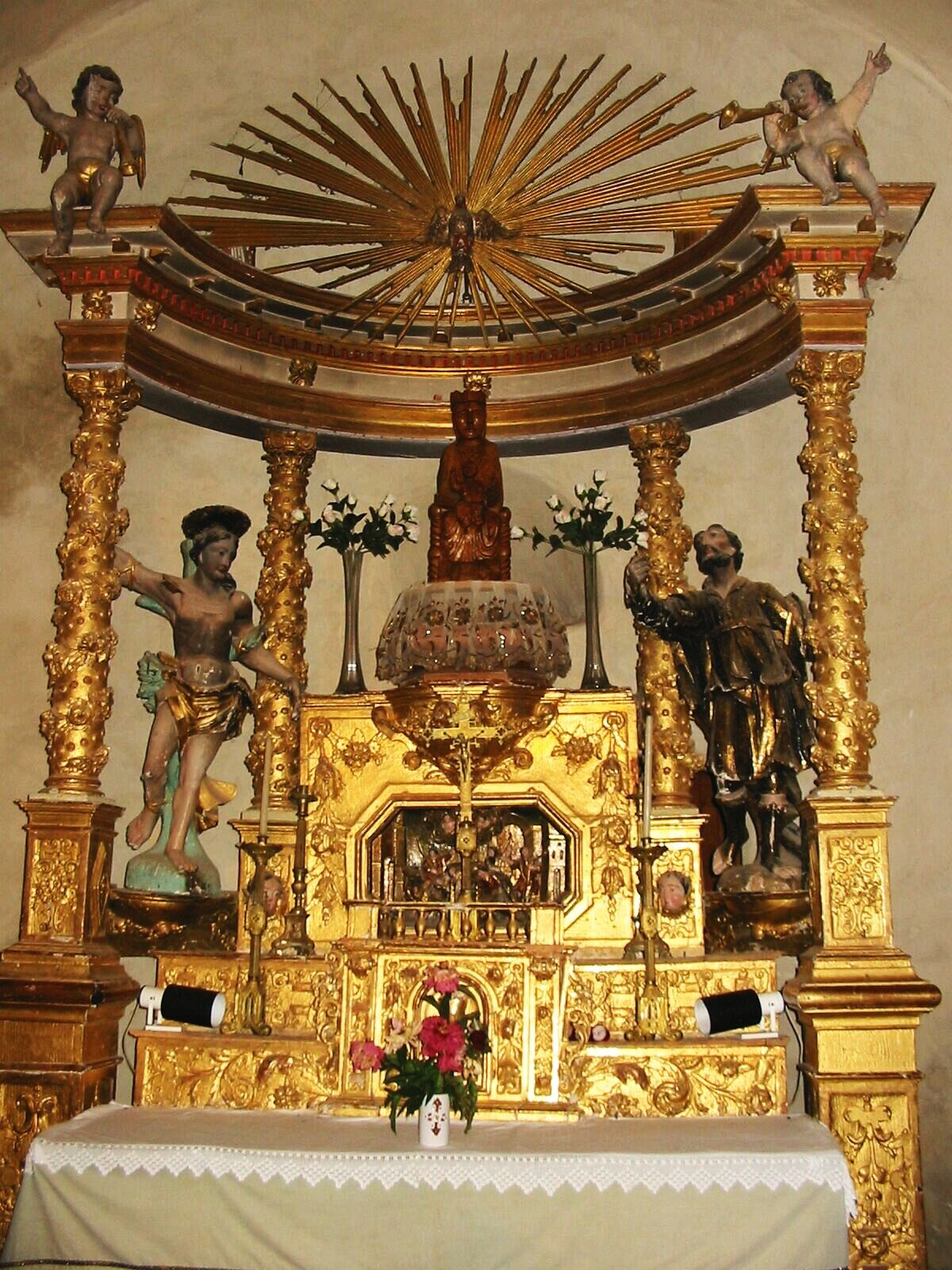
L'autel baroque

### Fiches du ministère de la Culture
- « Église Notre-Dame-de-la-Merci », notice no PA00104092, sur la plateforme ouverte du patrimoine, base Mérimée, ministère français de la Culture
- « Statue : Vierge à l'Enfant assise dite Notre-Dame de la Merci », notice no PM66000707, sur la plateforme ouverte du patrimoine, base Palissy, ministère français de la Culture
- « Reliquaire de la Vraie Croix », notice no PM66001107, sur la plateforme ouverte du patrimoine, base Palissy, ministère français de la Culture
- « Croix de procession », notice no PM66000708, sur la plateforme ouverte du patrimoine, base Palissy, ministère français de la Culture
- « Cloche dite Saint Antoine de Padoue », notice no PM66001907, sur la plateforme ouverte du patrimoine, base Palissy, ministère français de la Culture